# ナッシュ (ストリートファイター)
ナッシュ（Nash）は、カプコンの対戦格闘ゲーム『ストリートファイター』シリーズに登場する架空の人物。
フルネームはチャーリー・ナッシュ（Charlie Nash）。元々チャーリー（Charlie）は日本国外版でのナッシュの名前だったが、後に正式設定として両方の名前が組み込まれた。

## キャラクターの設定
アメリカ空軍の中尉であり、同じアメリカ空軍に所属するガイルの親友。顔の前に垂らした長い前髪が特徴の、インテリな雰囲気を漂わせた青年。眼鏡をかけているが視力は良く、おしゃれでかけている伊達眼鏡である。そのため、戦いの際には眼鏡をはずす。
プレイヤーキャラクターとして登場したのは『ストリートファイターZERO』（以下『ZERO』と表記）シリーズからだが、『ストリートファイターII』（以下『ストII』と表記）ではベガによって殺害されたという設定で、名前のみ登場していた。ここでは、瀕死となったナッシュのもとにガイルが駆けつけた際、「ベガ」と「サイコパワー」のことを伝え、息を引き取ったとされ、ガイルがベガを追う理由が殺されたナッシュの仇討ちとなっている。一方、初代と『ストII』の間をイメージしたタイトルである『ZERO』シリーズでは、後述のようにエンディングでナッシュがベガから返り討ちにあう展開が存在するが、開発スタッフによるとその後のナッシュは行方不明ということになっている。ただし生きていると断言しているわけではなく、そのへんはボカした感じにしているとのこと。また『ストII』ではガイルと同じ部隊所属だが、『ZERO』シリーズ初期の関連書籍には「彼の所属する部隊にはガイルという人物はいない」とする記述もあり、両者が同一人物かどうかはっきりとは語られていなかった。『ZERO』の開発段階でもナッシュというキャラクターは人によって色々なイメージを持たれており、企画のキャラクター担当者の中でも黒人や気のいいおっちゃんタイプなどがイメージされていたが、最終的にデザイナーによって眼鏡をかけた知的なタイプに決定した。
格闘技術も優れておりマーシャルアーツの全米大会で優勝した経歴を持つ。戦いに関しても頭脳派で、相手の動きを先読みしながら闘う。言動もクールでキザな態度をとることもあるが、軍の腐敗が許せず、上層部と癒着するシャドルーを単身追い詰めるなど、熱くなりやすい一面がある。
ガイルとは技が酷似しているが、彼らの格闘術は所属する部隊が独自にアレンジしたマーシャルアーツであり、すべての隊員がそれを修得している。
代表的な勝ち台詞に「イージーオペレーション」があり、後にガイルも使うようになった。
『ZERO2』や『ZERO3』でのアーケードモードでは「マッドギア」配下だった軍人ロレントがCPU戦で乱入キャラクターや固定キャラクターとして登場して戦いを挑まれることもある。

### ストリートファイターZERO/ZERO2
麻薬の売買に軍人が絡んでいることを知り、真偽を確かめるために単独で情報を集めていた。調査を進めた末、軍の上層部で麻薬組織と密接に絡んだ者がいることがわかったが、軍にとって厄介な導因となるため上官に報告を無視され、たとえ1人でも戦いを挑むことを決意する。
軍内部の腐敗の根源としてベガに目を付け追跡する。両作品とも最終ボスがベガになっており、エンディングではベガを追いつめるも返り討ちにあうという悲劇的な結末となっている。この際に死んだかどうかについては明確な記述はない。

### ストリートファイターZERO3
軍内部の腐敗を追及するという設定は変わらないが、上層部に察知され左遷されてしまう。しかしナッシュ自身はこれを好機と位置づけ、インターポールの春麗と共にベガを追うようになる。
本作のエンディングは先述の『ZERO』および『ZERO2』と正反対に、彼がベガを倒すことに成功している。
しかし、家庭用で追加されたガイルのシナリオでは、ナッシュを追って基地へ乗り込んだガイルがベガを倒すものの、不死身の力を持つベガにとどめを刺すため、ナッシュは囮となってガイルを逃がした。その後ベガと共に基地の爆発に巻き込まれて生死不明となっている。

### ストリートファイターIV
『ストリートファイターIV』（以下『ストIV』と表記）から設定上のフルネームが、欧米版と日本版の名を繋げた「チャーリー・ナッシュ (Charlie Nash)」に設定されており、ガイルのプロローグでガイルが長官から貰ったナッシュのドッグタグに書かれている。このフルネームは元々はコミック版などでの設定だったが、ゲーム本編に逆輸入されたことにより、本作以降「ナッシュ」の名はラストネーム（苗字）として扱われている。
本作においてアベルがガイルの「ソニックブーム」を見たことがあると発言。本技をガイル以外で使うのはナッシュとセスであるが、ガイルにその技を使う男の居場所を問い詰められた際に、男の情報をアベルが守ろうとした点や、その当時まだアベルはセスを知らなかったことから、ナッシュの可能性が高いとされていた。
ガイルのプロローグでは背景は描かれていないが『ZERO2』エンディング同様、崖に転落している描写が描かれている。
公式HPのブログにおける全登場人物関連図にて、本作の5年前にアベルを救出し知人の傭兵隊長に彼を託して行方を眩ませた人物がナッシュ本人であると判明した。
なお『ストIV』シリーズでは『ストII』シリーズと同様にストーリー中で名前のみの登場である。

### ストリートファイターV
『ストリートファイターV』（以下『ストV』と表記）ではプレイアブルキャラクターとして復活。この作品では日本国外でもキャラクター名がナッシュ（Nash）となっている。また、『ストIV』から「チャーリー・ナッシュ」のフルネーム設定を引き継いでおり、クリムゾン・ヴァイパーとヘレン（正体はギルの秘書・コーリン）がその名称で呼んでいる。また日本国外版のストーリーモードではガイルに「チャーリー」と呼ばれている。ラシードからは「旦那」と呼ばれている。
本作では共に行動していたガイルの諌めを無視し単身敵地に乗り込み、『ZERO2』同様の経緯となる。ベガの息のかかった米軍機に撃たれて滝つぼに落ち「行方不明」扱いとなり、世間から死者として忘却される展開となる。実際には全身の骨が砕けて死亡したが、ユリアンの組織の技術で長い時間が過ぎてから蘇生する。その後、ヘレンの勧めで療養も兼ねて巡った先のインドにてシャドルーと縁のある少年エドに絡まれて「死体は、そんなに動いたり喋ったりしない」と言われたことで、己の肉体がすでに屍で「長くは保たない」と悟って冷徹な復讐鬼へと変貌し、以後はベガの命を付け狙う。ヘレンによって集められたラシード、ハン・ジュリと協力しピースを回収することになる。その後もガイルとの戦いでソニックブームを吸収（バレットクリア）したことで自身が、エネルギーを吸収する能力を身に着けたことを知る。
一度はベガと闘うも「自分は死者で時が止まっているが、ベガは強くなり続けている」ことを悟り、ベガを殺すことを諦め自分にできることをすると決意している。またヘレンの本性も見抜いており、彼女の進言で蘇生させられたにもかかわらず、彼女に対する恩義はなく異論を唱えるようになり、最終的には彼女と決別する。
シャドルー基地に潜入した際に突如現れたネカリの乱入で追跡されるも、一時的に退却すべく春麗らと共に神月財閥のヘリに乗って脱出する。そこで、ガイルと再会を果たし友情を修復する。
サイコパワーに飲み込まれたアベルをガイルと二人掛かりで止めた際、サイコパワーを全て吸収することでアベルを救う。再びベガと戦い「黒い月」の機能が停止しサイコパワーの供給が止まった隙を衝いて刺し違え、ベガのサイコパワーを全て吸収しようとしたが身体が負荷に耐え切れず爆発し最期を遂げる。
蘇生の際にイレヴン（トゥエルヴ以前の試作品）の素体が肉体の修復に使用されており、半身が継ぎ接ぎで肌の色が異なり、額には緑色の発光体が埋め込まれている。技も従来とは異なり瞬間移動技などが追加されている。
『ZERO』シリーズでは戦いの際には眼鏡を外すが、本作ではかけたままで戦う。また『ZERO』シリーズにおいてはボイスは英語のみであったが、本作では日本語も発する。

### その他の作品
近未来・西暦20XX年を舞台としたアクションシューティングゲーム『ガンスパイク』にもナッシュがプレイヤーキャラクターとしてゲスト出演している。ここでのナッシュは『ストリートファイター』シリーズ本編とは異なり、対ロボット特殊部隊「ARSF（Anti-Robot Special Forces）」に所属するメンバーの一人となっている。本作でのナッシュは28歳という設定で登場しており、同作品において21歳のキャミィよりも7歳年上となっている。本作でも、ナッシュを使用してクリアするとエンディングで基地の爆発に巻き込まれて生死不明となる。ただし、使用キャラクターの組み合わせによっては生還する場合もある。

#### 改造人間シャドウ
ナッシュはベガを追う者として『X-MEN VS. STREET FIGHTER』（以下、『X-MEN VS. SF』と表記）にも登場するが、アポカリプスを倒した後でシャドルーに拉致されてしまう。続編『マーヴル・スーパーヒーローズ VS. ストリートファイター』（以下、『MSH VS. SF』と表記）では、この設定を引き継いでベガに改造された改造人間シャドウとして登場するが、シャドルーから逃れて正義の味方として戦う。シャドウの姿はナッシュをそのままベースにしているが、全身が黒ずんだ影のような姿になっている。エンディングでは、再びシャドルーに捕まって頭脳と身体を大幅に改造されてしまう（ただし、この時の姿は後続作品には受け継がれていない）。
『MARVEL VS. CAPCOM CLASH OF SUPER HEROES』（以下、『MARVEL VS. CAPCOM』と表記）では、『MSH VS. SF』の姿で隠しスペシャルパートナーとして登場。また、春麗のエンディングにシャドウが登場し、シャドルーに改造されそうになった春麗を救出してベガを追う。さらに、隠しキャラクターとして登場するシャドウレディ（改造された春麗）は、シャドウの仲間で同じく正義の改造人間という設定になっており、エンディングではベガに襲われて瀕死のジン・サオトメを助けるため、2人はジンを新たな改造人間にする。
なお、『MARVEL VS. CAPCOM 2 NEW AGE OF HEROES』ではシャドウではなく本来のナッシュとして登場している。アメリカンコミック版『ストリートファイター』ではナッシュ、シャドウともにゲームに近い設定で登場している。
また、『ストV』の公式ホームページ「シャドルー格闘家研究所」の「キャラ図鑑」にて個人プロフィールが明かされている。

## 技の解説
所属が同じということもあり、大半はガイルと同じような技となっているが、若干性能が異なるところがある。『ストV』では性能が大きく変化し、タメコマンドでなくなった。

### 通常技
作品によって若干差異はあるが、ここでは『ZERO』シリーズでの技名称を掲載。なお『ZERO3』以前での立ち状態の遠近の区別はない。
| 操作     | 立ち（近距離）                  | 立ち（遠距離）                                | しゃがみ               | 垂直ジャンプ                                | 斜めジャンプ                                |
| -------- | ------------------------------- | --------------------------------------------- | ---------------------- | ------------------------------------------- | ------------------------------------------- |
| 弱パンチ | ジャブ                          | ジャブ                                        | ジャブ                 | ストレート                                  | ストレート                                  |
| 中パンチ | アッパー(※1) / サイドブロウ(※2) | アッパー(※1) / ストレート(※2)                 | ストレート             | ジャンプチョップ(※1) / ジャンプアッパー(※2) | ジャンプチョップ(※1) / ジャンプアッパー(※2) |
| 強パンチ | ストレート(※1) / アッパー(※2)   | ストレート(※1) / スピニングバックナックル(※2) | リフトアッパー         | ジャンプチョップ                            | ジャンプチョップ                            |
| 弱キック | ローキック                      | ローキック                                    | キック                 | ハイキック                                  | ニーキック                                  |
| 中キック | ハイキック                      | ハイキック(※1) / ジャンピングソバット(※2)     | ミドルレンジキック(※3) | サイドキック                                | サイドキック                                |
| 強キック | アンチエアキック                | アンチエアキック(※1) / ミドルキック(※2)       | ミドルレンジキック(※3) | アンチグランドキック                        | アンチグランドキック                        |

※1 『ZERO』 - 『ZERO2 ALPHA』、『X-MEN VS. SF』
※2 『ZERO3』以降
※3 同じ技名であるが、中キック版は「内回し」、強キック版は「外回し」と回転方向がそれぞれ異なっている。

### Vシステム
ソニックムーヴ・アヴォイド
Vリバーサル。瞬時に相手の背後に回り込む。
リベンジャーバレット
Vシフトブレイク。

#### Vスキル
バレットクリア [I]
相手の飛び道具を吸収できる特殊な打撃技。飛び道具を消すとそのパワーを吸収し自らのVゲージへ変換する。相手に直接当てることも可能。
サイレントシャープネス [II]
次に出す「ソニックサイス」の性能を一度だけ強化する。効果は「ソニックサイス」を出さない限り継続する。

#### Vトリガー
ソニックムーヴ [I]
ナッシュの新たな能力である瞬間移動技。瞬間移動する場所は以下の3種。
ソニックムーヴ・ハイド
相手の背後に回り込む。
ソニックムーヴ・ブリッツエア
相手の前方上空に瞬間移動する。
ソニックムーヴ・スティールエア
相手の後方上空に瞬間移動する。
ステルスダッシュ [II]
前方に高速で移動し、移動中に派生技の「ジャスティスコレダー」と「ジャスティスシェル」が発動できる。また移動中は逆方向にレバー入力することで動作をストップできる。Vトリガー発動中は、額の発光体から気跡とは違う青い光が輝くようになる。

### 投げ技
ドラゴンスープレックス / バックドロップ
相手の背後へ回り込むようにつかみ、後頭部から地面に叩きつける。ガイルの使う同技と同じ。マーヴルVS.シリーズでの名称は「バックドロップ」。
ニーガトリング / 膝蹴り
相手を掴み上げて腹部に膝蹴りを何度も叩き込む。マーヴルVS.シリーズでの名称は「膝蹴り」。『ストV』では使用しない。
ターゲット・ダウン
『ストV』で使用する投げ技。膝蹴りで相手が怯んだ隙に背後に回り込み、チョークスリーパーで首を折り投げ捨てる。
フライングバスタードロップ
空中投げ。バックブリーカーのような技。
ガイルの使う同技と同じであるが、ガイルの方はつかんだ後に垂直に落下するのに対して、ナッシュの方はつかんだ後に斜めに落下する点に若干の違いがある。
エアジャック
『ZERO3』で追加された空中投げ。つかんで蹴りとばす。『ストV』の空中投げはこの技のみ。

### 特殊技
ステップキック
遠距離立ち強キックと同じモーションだが、前へ踏み込みながら蹴りを放つ技。ガイルの使う「ヘビースタブキック」とほぼ同系の技で、タメコマンドを維持しつつ前へ移動できるほか、かなりリーチが長い。
スピニングバックナックル
ガイルの使う同技と同じ。『ZERO3』からは通常技の遠距離立ち強パンチに変更されている。
ジャンピングソバット
『ZERO2 ALPHA』までは下段ガードを崩せる、いわゆる中段属性技。
『ZERO3』では中段属性技でなくなった代わりに、レバーを入れている方向へ移動できるようになった。
ニーバズーカ
ガイルの使う同技と同じで、タメコマンドを維持しつつ前へ移動できる飛び膝蹴り。
『ZERO3』のX-ISMのみで、他のISMでは後述する「クイックステップ」からの必殺技。
サイドニーアタック
『ストV』にて使用。相手の側腹部に膝蹴りを叩き込む。
チョッピングアサルト
『ストV』にて使用。前方に小さく跳び、拳を振り下ろす。

### ターゲットコンボ
ラピッドパンチ
弱パンチ→中パンチの連係技。
ラピッドキック
弱キック→中キックの連係技。
ウィンドシアー
中パンチ→弱キック（膝蹴り）で相手をひるませ、強パンチで飛び上がりながら相手の顔面に拳を叩きこむ。
ダウンバースト
しゃがみ中パンチ→チョッピングアサルトの連撃。『ストIV』のガイルのターゲットコンボと類似している。
ラプターコンビネーション
中キック→強キックで相手を浮かせ、ジャンピングソバットで追撃する。
バレットコンビネーション
Vスキル[I]を選択している時に使用可能。中キック→強キックで相手を浮かせ、「バレットクリア」で追撃する。

### 必殺技
ソニックブーム
振りかぶったサイドフックから衝撃波を放つ。
『ストV』ではタメコマンドではなくなっており、弱で発生と弾速が速く、強で発生と弾速が遅くなる。EX版は初弾を放つ勢いで身を翻し裏拳を振り抜き「ソニックブーム」を再度放つ。パンチボタンを追加入力しないと1回のみの「ソニックブーム」で終わる。
サマーソルトシェル
ガイルの「サマーソルトキック」に似ているが、後ろ向きになり踵を振り上げる形になっている。『マーヴルVS.シリーズ』では斜め上に衝撃波が飛んでいき、後に同シリーズに登場したガイルも同様の演出となった。『ガンスパイク』では「サマーソルトキック」の名称でヘビーアタックとして使用する。
ソニックサイス
『ストV』で「サマーソルトシェル」から差し替えられた新技。
弱は下段への外回し蹴り、中は中段外回し蹴り、強は上段外回し蹴り風に円弧を描き、各々鎌状の衝撃波を発生させる。
EX版は強を放った後に跳躍して強を再度放つ。
Vスキル[II]発動後は威力とリーチが強化され、強のヒット後は中「ソニックサイス」や「ジャッジメント・セイバー」で追撃可能。
トラジディアサルト
『ストV』で追加。
低く山形の軌道で飛び上がり相手の顔面を捕捉し、その顔面に電撃を与え投げ捨てる。EX版は飛び上がり時にも攻撃判定があるため近距離で発動しても隙なくヒットさせられる。ヒット時は相手のEXゲージを僅かに吸収でき、EX版は体力が回復する。
ムーンサルトスラッシュ
『マーヴルVS.シリーズ』、『ストリートファイターZERO ファイターズ ジェネレーション』内の『ハイパーストリートファイターZERO』の赤S-ISM、『ストV』の技。「サマーソルトシェル」の要領で脚を振り下ろして攻撃。『マーヴルVS.シリーズ』と『ハイパーZERO』では空中から、『ストV』では地上から繰り出す技になっている。
ステルスダッシュ
Vトリガー[II]発動中に使用できる移動技。前方に高速で移動する。
ジャスティスコレダー
飛び上がって、下降しながら拳を地面に打ち付ける。ヒット後は衝撃で相手を高く飛ばすため追撃ができる。
ジャスティスシェル
『ZERO』シリーズで使用していた「サマーソルトシェル」で蹴り上げる。
クイックステップ → ニーバズーカ
ダッシュしてから追加入力で跳び膝蹴りを決める。『ZERO3』のZ-ISM、V-ISMのみの技。

### スーパーコンボ
ソニックブレイク
多彩な挙動で「ソニックブーム」を連発するスーパーコンボで、初段より挙動は「サイドフック」→「アッパー」→「スピニングバックナックル」→「ジャンピングソバット」。
2発目以降の「ソニックブーム」はコマンド入力後に続けてパンチボタンを押すことで、ある程度は任意のタイミングで発射できる。
『マーヴルVS.シリーズ』では「ソニックブーム」の数が大量になっている。『ガンスパイク』ではスペシャルアタックとして使用する。
サマーソルトジャスティス
「サマーソルトシェル」を複数回出すスーパーコンボ。これも、『マーヴルVS.シリーズ』では1回ごとに衝撃波を飛ばしていく。
クロスファイアブリッツ
前進しながらパンチやキックを連発するスーパーコンボ。『マーヴルVS.シリーズ』では突進して相手をロックした後に連続攻撃を繰り出す技になっている。

### クリティカルアーツ
ジャッジメント・セイバー
『ストV』にて実装。「ソニックムーブ・ハイド」で相手を捕捉し、縦に構えた「ソニックブーム」を相手の頭部に向け、チェーンソーの如く切り裂く。

### その他の技
ピアシングキャノン
『ガンスパイク』でのヘビーショット。前方に楔形の大型弾を発射する。
ソニックタイフーン
開発中止となった『カプコンファイティングオールスターズ』（以下『CFAS』と表記）のLv3スーパーアーツだが、詳細不明。なおストリートファイターEXシリーズのガイルのメテオコンボ（Lv3スーパーコンボに相当）に「ソニックブームタイフーン」という技が存在する。
ソニックビートエクスキュージョン
これも開発中止となった『CFAS』のドラマチックフィニッシュ技。名称のみで詳細は不明。

### シャドウの技
『MSH VS. SF』でシャドウが使う技は、「シャドウブーム」「シャドウブレイク」「シャドウジャスティス」「クロスシャドウブリッツ」のように、技の内容は基本的にナッシュと同じだが、元の技名の一部を「シャドウ」に置き換えている。さらに、必殺技を当てると青い炎が燃え上がり、ハイパーコンボ発動時には目が光る演出が追加された。
また、シャドウオリジナルのハイパーコンボとして、以下の新技が追加されている。
ファイナルミッション
シャドウが使うLv.3専用ハイパーコンボ。敵に突進してアッパーで打ち上げ、豪鬼の「瞬獄殺」のような連続攻撃を当てた後に爆発させる。初段のアッパーがガードされると発動しない。後にシャドウレディも使用。
なお、『MARVEL VS. CAPCOM』でシャドウがスペシャルパートナーとして登場する際は「シャドウジャスティス」で攻撃を行う。

### 闇のリベンジャーの技
『ストV』の期間限定のエクストラバトルで登場する、全身が黒くなっているナッシュ（ゲーム中の名前表記はシャドウ）。使用する攻撃自体は通常のナッシュと同じだが、性能が大きく異なっている。
前ステップ
前ダッシュが短く、素早く隙が小さい。
レインフォール
垂直ジャンプ中の強キックであるサマーソルトキックを地上で繰り出す。ヒット後は相手を高く飛ばし、空中で追撃する。
ターゲットコンボ
しゃがみ弱キック→しゃがみ中キック→レインフォールのターゲットコンボ。
空中ターゲットコンボ
ジャンプ中パンチ→ジャンプ強パンチのターゲットコンボ。地上でのターゲットコンボで相手を蹴り上げると、このターゲットコンボで追撃する。ジャンプ強パンチがヒットすると、ムーンサルトスラッシュで蹴り落とす。
ムーンサルトスラッシュ
地上からではなく、垂直ジャンプ中に発動する。
EXソニックブーム
ソニックブームを放つとその直後にソニックムーヴで背後に回りこむ。
ジャスティスシェル
Vトリガー[II]発動中の移動技「ステルスダッシュ」中の派生技である「ジャスティスシェル」を通常必殺技として使用する。

## 他のメディアのナッシュ
日本国外ではチャーリー (Charlie) と呼ばれていることから、一部のコミックや映画などでは2つの名を接続して「チャーリー・ナッシュ」 (Charlie Nash) がフルネームとされることがあり、後にゲーム本編でも『ストIV』以降このフルネームの設定が使用されている（上記を参照）。この設定の場合、「ナッシュ」は名字とされている。

### 映画
1994年のハリウッド実写映画『ストリートファイター』では、ガイルの同僚としてカルロス・ブランカ中尉（愛称は「チャーリー」）が登場し、バイソン軍のダルシム博士による肉体改造を受けてブランカとなるが、このカルロス・ブランカがゲームでいうナッシュであるかについては明言されていない。当時、まだナッシュ（チャーリー）は、ガイルの設定において名前が登場するのみであった。このカルロス・ブランカはゲーム版では『ストリートファイター リアルバトル オン フィルム』でプレイヤーキャラクターとして登場している。
2009年に公開された春麗が主役の実写映画『ストリートファイター ザ・レジェンド・オブ・チュンリー』では、クリス・クラインが演じている。日本語吹替版の担当声優は腹筋善之介。フルネームは「チャーリー・ナッシュ」とされている。この映画でのナッシュは軍人ではなく、インターポールの捜査官（刑事）。謎に包まれた犯罪組織シャドルーと、その頂点に立つ男・ベガを追い続けているという設定は踏襲されている。捜査中に同じくベガを追う春麗と出会い、後に彼女やその師匠であるゲン（元）と共同戦線を張ってベガと対峙する。格闘家という描写はなく、アクションシーンでは銃器を使う。

### テレビアニメ
1995年のテレビアニメ『ストリートファイターII V』に登場したナッシュは、役柄は『ストII』での設定通りだが、外見は黒髪のヒゲ面になっており、本作の後に同年稼働した『ZERO』登場時のものとは全く異なっている。
なお、同作を基にした坂井孝行による漫画『正伝 ストリートファイターII V』（『月刊コロコロコミック』連載）では、顔はアニメ版と同様の髭面ではあるものの、髪型や服装などはゲーム版に準じたもので折衷したデザインになっている。

### 漫画
ウドン (UDON) によるアメリカンコミック『Street Fighter』では、チャーリー・ナッシュとして登場。冒頭でシャドルーに捕まり、前述の通りに肉体改造と洗脳を施され、エージェント「シャドウ」としても登場する。

### ドラマCD
第二章『ストリートファイターII 復讐の戦士』に、シャドルーに捕えられた捕虜として登場。ガイルいわく「軍にいるのが不思議な位優しい」「ナッシュがいたから殺人機械にならずに済んだ」といった、優しい一面が語られる。ベガが開発した新型麻薬「サイロックDタイプ」の試作品を投与されて身も心も悪魔と化したナッシュは、救出に駆けつけたガイルと凄惨な死闘を繰り広げる。最後には正気に戻るが、ガイルの手で絶命する。なお、マイク・バイソンは死闘の際にナッシュが正気になるよう、必死で祈っていた。

## 登場作品
- ストリートファイターZEROシリーズ
- ストリートファイターV
- VS.シリーズ
  - X-MEN VS. STREET FIGHTER
  - マーヴル・スーパーヒーローズ VS. ストリートファイター（シャドウとして登場）
  - MARVEL VS. CAPCOM CLASH OF SUPER HEROES（シャドウがスペシャルパートナーとして登場）
  - MARVEL VS. CAPCOM 2 NEW AGE OF HEROES
- ガンスパイク
- SNK VS. CAPCOM 激突カードファイターズ全シリーズ（トレーディングカードゲーム版も含む）

## 担当声優
- 森川智之（『ストリートファイターZERO』シリーズ）
- 鳥海浩輔（『ストリートファイターV』、『ハイスコアガール』）
- マイク・マクファーランド（『ストリートファイターV』英語ボイス）
- 辰巳邦彦（『ガンスパイク』）[要出典]
- 田中亮一（アニメ『ストリートファイターII V』）
- 中村大樹（ドラマCD『ストリートファイターII 復讐の戦士』）
- 腹筋善之介（実写映画『ストリートファイター ザ・レジェンド・オブ・チュンリー』日本語吹き替え）